# 铁木真兀格
铁木真兀格是12世纪蒙古高原塔塔儿部族人。

根據《蒙古秘史》記載，金世宗大定二年四月十六日（1162年5月31日），乞顏部酋長也速该和塔塔儿部打仗，俘虏了一个叫“铁木真兀格”的人。按當時蒙古人信仰，在抓到敵對部落勇士時，如正好有嬰兒出生，該勇士的勇氣會轉移到該嬰兒身上。这也就是也速该此时出生的儿子的名字铁木真之由來，然后铁木真兀格被砍掉了头颅。而铁木真後來成為成吉思汗。